# Nuutti
Nuutti ist ein finnischer männlicher Vorname. Er ist die finnische Variante des schwedischen Namens Knut (bzw. des dänischen Namens Knud).

## Häufigkeit
In den für die Taufnamenswahl entscheidenden Volksalmanachen wird er erstmals im Kansanvalistusseuran kalenteri für 1882–1883 aufgeführt, im Suomen almanakka erscheint er erstmals 1885. Bis etwa 1970 wurde er indes nur selten vergeben, erfreut sich seither aber rasch wachsender Beliebtheit: im gesamten 20. Jahrhundert wurden gerade einmal 470 Finnen auf diesen Namen getauft, doch in den ersten 20 Jahren des 21. Jahrhunderts wurde der Name 2183 Mal vergeben.

## Namenstag
Namenstag ist der 13. Januar, der Gedenktag des heiligen Königs Knut IV. von Dänemark. Dieser Tag, der Nuutinpäiva („Knutstag“), gilt in Finnland gemeinhin als Ende der Weihnachtszeit; hierzu kennt der Volksmund die Regel Hyvä Tuomas joulun tuopi, paha Nuutti pois sen viepi („der gute Thomas bringt die Weihnachtszeit, der böse Knut nimmt sie hinfort“).

## Namensträger
- Nuutti Lintamo (1909–1973), Fußballspieler und -trainer
- Nuutti Viitasalo (* 1999), Eishockeyspieler
- Nuutti Vuoritsalo (1878–1913), Schriftsteller